# فران سانشيز
فران سانشيز (بالإسبانية: Fran Sánchez)‏ هو لاعب كرة قدم إسباني، ولد في 27 أكتوبر 1977 في برشلونة في إسبانيا.